# Рыбный филин
Рыбный филин, или дальневосточный рыбный филин (лат. Ketupa blakistoni) — вид птиц семейства совиных, МСОП относит его к вымирающим видам. Видовое название дал английский орнитолог Генри Сибом в честь английского исследователя и натуралиста Томаса Блакистона (1832—1891).
Это обитатель лесов Маньчжурии, Приамурья и Приморья, Японии. Размеры рыбного филина крупные: общая длина около 70 см, длина крыла 51—56 см, масса самки превышает 4 кг. Селится в лесах, в дуплах деревьев, вблизи рек. Питается в основном рыбой. Обычно выхватывает добычу когтями из воды, пикируя на неё, но иногда стоит на мелководье или бродит по перекатам. Рыбные филины активны не только в сумерках, но и днём.

## Внешний вид
Одна из самых крупных сов мира и крупнейший представитель своего рода. Длина тела — около 70 см, размах крыльев 180—190 см. Самка рыбного филина намного крупнее самца, её вес достигает иногда 4 кг. Имеет широкие перьевые ушки. Крылья длинные, хвост слегка закруглён. Окраска однотонная, буроватая, с тёмными продольными пятнами по всему телу, на горле — белое пятно. На макушке и затылке иногда тоже встречаются белые пятна. Цевка оперена, пальцы голые. На подошвенной поверхности пальцев — мелкие шипы, которые помогают удерживать добычу.

## Распространение
Обитает в Маньчжурии, на севере Кореи, острове Хоккайдо, в России — на Дальнем Востоке от Магадана до Приамурья и Приморья, на Сахалине и Южных Курилах. Живёт в лесах по берегам рек, а зимой собирается у незамерзающих участков рек.

## Подвиды
Международный союз орнитологов выделяет два подвида:
- Ketupa blakistoni blakistoni (Seebohm, 1884)
- Ketupa blakistoni doerriesi (Seebohm, 1895)

## Образ жизни
В основном рыбный филин питается лососёвыми рыбами, идущими на нерест. Также ест раков, ондатр, норок, земноводных. Обычно филин охотится так: высматривает плывущую рыбу с камня, крутого берега или нависшего над водой дерева, а затем пикирует в воду и схватывает её когтями. Но целиком в воду филин никогда не погружается. Таким образом филин может поймать рыбу весом до 1 килограмма. Есть и другой способ охоты: птица заходит в воду по брюхо и ищет добычу ногами. Так она добывает малоподвижных рыб, раков и лягушек. Обычно филин охотится ночью, но может охотиться и днём (кроме лета, летом — только в сумерках и ночью). В зимний, более голодный период, филин нападает также на других птиц, грызунов, не брезгует падалью, таскает наживку из капканов.
Рыбный филин много ходит по земле, поэтому на берегах рек, где пролегают его охотничьи угодья, можно найти заметные вытоптанные тропинки.
Оседлый вид, уходит из родных мест лишь в особенно голодные годы для поиска пищи.

## Размножение
Брачный период начинается в феврале — марте. Основные места гнездования — дупла старых тополей, ильмов, реже — дубов, ясеней, находящихся недалеко от воды. Иногда селится в чужих гнёздах, своих рыбный филин не строит. В кладке два, реже три яйца, насиживание продолжается 35—37 дней, птенцы покидают гнездо на 35—50-й день, но ещё долго докармливаются родителями и остаются на их участке до следующей зимы. Половой зрелости филины достигают на третий год.

## Рыбный филин в нумизматике
В 90-х годах 20-го века Ленинградским монетным двором были отчеканены монеты из серии «Красная книга» достоинством в 1 рубль (1993, серебро) и 5 рублей (1991, биметалл). В 21-м веке Приднестровский Республиканский банк выпустил монету из серии «Красная книга» номиналом в 1 рубль (2018, сталь).